# ナイトフライヤー (テレビドラマ)
『Nightflyers/ナイトフライヤー』はSyfyとNetflixによって共同製作されたテレビ番組であり、ジョージ・R・R・マーティンによる中編小説『ナイトフライヤー』に基づき、2018年12月2日からSyfyにて配信・放送された。アメリカ国外では2019年2月1日にNetflixにより独占配信された。
2019年2月、1シーズンのみでの打ち切りが発表された。

## キャスト

### メイン
- オーエン・マッケン（英語版） : カール・ ディブラニン （加藤将之）: 科学者で地球外生命体を探すチームのリーダー[4]
- デヴィッド・アヤラ（英語版） : ロイ・エリス （武田太一）: デッキに閉じこもる船長[4]
- ジョディ・ターナー=スミス : メランサ・ジャール （森谷彩子）: チームの一員。遺伝子改良されたミッション・スペシャリスト[4]
- アンガス・サンプソン : ローワン（田久保修平） : チームの一員。宇宙生物学者[4]
- サム・ストライク（英語版） : セール : チームの一員。L1のテレパス[4]
- マヤ・エシェット（英語版） : ロミー（小平有希） : チームの一員。船のコンピューターと直接交信するスペシャリスト[4]
- ブライアン・F・オバーン : オーギー（天野宏郷）: 船のチーフエンジニア[4]
- グレッチェン・モル : アガサ・マシソン （小橋知子）: チームの一員。テレパス担当の精神科医[4]

### リカーリング
- ミランダ・レーゾン（英語版） : テシア （北原沙弥香）: ドーム内で蜂を飼う女性
- フィリップ・ライズ : マーフィー : ナイトフライヤーの乗員
- Gwynne McElveen : トビアス : ナイトフライヤーの船医
- Zoe Tapper : ジョイ・ディブラニン （夏吉ゆうこ）: 地球に残ったカールの妻

## あらすじ
2093年、危機にある地球を救うため、科学者とテレパスのチームは地球外生命体ヴォルクリンとのファーストコンタクトのため、宇宙船ナイトフライヤー(Nightflyers)に乗る。引き籠る船長は謎に包まれ、不安定だが強力なテレパスは乗員たちの敵意と疑念に曝され、船内の人々は奇妙な事故と幻視に襲われる。人々はテレパスのせいだと疑うが、やがて船をコントロールするクリスタル内には船長の母親の人格が棲みついて人々に干渉していること、船長の真の姿が思いがけないものであることがわかる。そしてヴォルクリンもまた人々に干渉し、やがて人々は狂気に襲われて犠牲者が出る。科学者のリーダーは単身でヴォルクリンのもとに向かう。

## エピソード
| 通算 話数 | シーズン 話数 | タイトル                                   | 監督                       | 脚本                                                         | 放送日         | U.S.視聴者数 (百万人) |
| --- | ------------- | ------------------------------------------ | -------------------------- | ------------------------------------------------------------ | -------------- | --------------------- |
| 1 | 1             | "宇宙の彼方へ" "All That We left Behind"   | Mike Cahill                | Jeff Buhler                                                  | 2018年12月2日  | 0.623                 |
| 2093年、危機にある地球を救うため、カール率いる科学者とテレパスのチームは地球外生命体のヴォルクリンとコンタクトするために宇宙船ナイトフライヤーに乗り込む。強力なL1レベルだが不安定なテレパスのセールは乗員たちの恐怖と敵意を引き起こす。船長のエリスはデッキに閉じこもってホログラムの姿のみを現し、カメラで乗員たちを観察する。船は当初からトラブルに見舞われ、カールは娘の幻視を見て、セールの関与を疑う。カールは担当医のアガサに命じてセールを薬剤で眠らせるが幻視は止まらず、セールは行方不明となる。                                                      |               |                                            |                            |                                                              |                |                       |
| 2 | 2             | "忍び寄る力" "Torches and Pitchforks"      | アンドリュー・マッカーシー | Daniel Cerone                                                | 2018年12月3日  | 0.414                 |
| マーフィーが負傷し、乗員たちはセールを疑って捜索し殺そうとする。カールはエリスがヴォルクリンとのコンタクトを中止することを恐れてメランサとローワンに無人探査機(ホワイトラビット)を射出させる。カールとロミーはマーフィーの記憶を覗いてセールが負傷させたことを知る。乗員たちはロボットでセールを殺そうとするが逆にロボットに殺される。セールはドーム内で蜂を飼う女性テシアと出会う。エリスはマーフィーの記憶を隠ぺいし、セールの捜索を止めさせる。エリスは何者かが船に干渉していることを認める。                                                                |               |                                            |                            |                                                              |                |                       |
| 3 | 3             | "闇に隠された秘密" "The Abyss Stares Back" | Nick Murphy                | Lindsay Sturman                                              | 2018年12月4日  | 0.390                 |
| ローワンはセールにウサギを贈る。ロミーは船に干渉する存在が船長室にいることをつかみ、放射線に耐性のあるメランサがエリスのホログラムと共にスラスターを復旧させる。その間、カールとローワンは船長室に侵入する。ロボットに殺されそうになったスチェックは錯乱し、エリスに殺される。船長室に入ったカールは妻のジョイのホログラムに悩まされる。死んだはずの母シンシアは船のシステム内で生きているとエリスは語る。 |               |                                            |                            |                                                              |                |                       |
| 4 | 4             | "ホワイト・ラビット" "White Rabbit"        | Maggie Kiley               | Brian Nelson                                                 | 2018年12月5日  | 0.319                 |
| メランサはエリスと親しくなる。エリスの母は娘のホログラムでカールを混乱させ、システム制御に干渉する。セールは倉庫内の事故で乗組員が死んだことを検知する。いつのまにか無人探査機のホワイトラビットは船に戻りカールの部屋にあるが、シンシアは調査を妨害し、探査機内に入っていた有機物は死ぬ。かつてアガサはカールの子を中絶していたことがわかる。地球に残ったカールの妻ジョイは、娘スカイを失った悲しみを癒すために結婚生活の記憶を消すことを決意する。 |               |                                            |                            |                                                              |                |                       |
| 5 | 5             | "グレイウィング" "Greywing"                | Michael J. Bassett         | 原案:Daniel Cerone 脚本:Terry Matalas & Christopher Monfette | 2018年12月6日  | 0.470                 |
| シンシアを排除するためロミーは船のシステム内に入り込み、セールが補助する。ロミーはシンシアの人格が大人と少女の二つに分裂しているのを見る。シンシアは反撃し、部屋の酸素が減らされてカールは危機に陥る。ロミーはシンシアが父親に虐待された記憶を利用してシンシアをファイアウォールで閉じ込め、船のシステムを安定させる。セールはマーフィーを癒す。ヴォルクリンが送り返した有機物の細胞は生き続ける。 |               |                                            |                            |                                                              |                |                       |
| 6 | 6             | "聖なる贈り物" "The Sacred Gift"           | アンドリュー・マッカーシー | Jeff Buhler                                                  | 2018年12月9日  | 0.424                 |
| ナイトフライヤーはボイドの中で14年前に失われた宇宙船イーグル16号を見つけ、新しいクリスタルを手に入れてシンシアを排除するためにカールらが乗り込む。ナイトフライヤーに残ったエリスはセールの助けで連絡を取ろうとする。イーグル16号では狂信的な女たちが反乱を起こし、男性乗組員の精液から人間を培養して食料としていた。オーギーはシンシアを守るためにイーグル16号のクリスタルを破壊する。ナイトフライヤーからの訪問者たちは逃げ出す。 |               |                                            |                            |                                                              |                |                       |
| 7 | 7             | "メッセージ" "Transmission"                | Damon Thomas               | David Schneiderman                                           | 2018年12月10日 | 0.303                 |
| 8か月後、セールは幻覚を見せて乗組員たちを楽しませる。ローワンと親しくなったテシアは規則を破って妊娠し、セールは胎児の異常を検知する。カールと親しくなったアガサは自分のテレパス能力の抑圧に苦心する。ヴォルクリンの宇宙船が近づき、無人探査機内にあった有機物が始動して細胞同士が交信する。記憶再生装置にかかったカールに、死んだ娘のスカイが話しかける。ロミーはクリスタル内に自分の故郷を模した仮想世界を作るが、シンシアの攻撃にさらされる。セールは自分の能力を抑圧できなくなり、乗組員に苦痛を与える。死んで生まれたテシアの子は目の前で体組織が崩壊する。 |               |                                            |                            |                                                              |                |                       |
| 8 | 8             | "感染" "Rebirth"                           | Mark Tonderai              | Michael Golamco                                              | 2018年12月11日 | 0.312                 |
| テシア、エリス、医師のトビアスは感染隔離され、ローワンは未知の胞子が原因であることを突き止めるもトビアスは死ぬ。アガサとセールはヴォルクリンの発するテケ・エネルギーに苦しむ。ロミーは見逃していたシンシアの少女人格によってファイアウォール内に閉じ込められ、シンシアは少女人格を吸収し、脱出してロミーの肉体を乗っ取る。胞子の増加は進み、エリスは隔離室の全生命体の浄化を命令してテシアは死ぬがエリスは無事なままとなる。オーギーはシンシアに忠誠を誓う。 |               |                                            |                            |                                                              |                |                       |
| 9 | 9             | "不協和音" "Icarus"                        | Stefan Schwartz            | Amy Louise Johnson                                           | 2018年12月12日 | 0.274                 |
| ヴォルクリンの艦隊に接近するとともにセールとアガサは苦しむ。ヴォルクリンとの接触をあせるカールと、慎重さを求めるメランサは対立する。ロミーの体に入ったシンシアはヴォルクリンとの接触から船を守ることと、自分の人格ファイルの統合をオーギーに求める。オーギーは自然環境ドームで異常を起こし船は危機に陥る。狂気に陥ったローワンはアガサやエリスを襲い、二人は死ぬ。 |               |                                            |                            |                                                              |                |                       |
| 10 | 10            | "無限の宇宙へ" "All That We Have Found"    | Mark Tonderai              | Jeff Buhler                                                  | 2018年12月13日 | 0.420                 |
| ロミーに入ったシンシアはヴォルクリンの汚染から植民地を守るため、船の冷却システムを止めて船を破壊し二人だけ救命ポッドで逃げようとオーギーに持ち掛ける。死んだエリスは人工物であり、培養液内に閉じ込められた本体とメランサはともにシンシアの遺伝子を基に作成された兄弟であることがわかる。カールは救命ポッドを奪いヴォルクリンの中に入る。セールはクリスタル内に閉じ込められたロミーと交信し、システムを再起動して船を救おうとする。 |               |                                            |                            |                                                              |                |                       |